# Kultur im Heim
Kultur im Heim. Fachzeitschrift für Wohnraumgestaltung war eine Ratgeberzeitschrift in Ost-Berlin von 1957 bis 1990.

## Geschichte
1956 erschien die Zeitschrift Möbel und Wohnraum im Verlag Die Wirtschaft in Ostberlin mit etwa 30 Seiten.
Seit 1957 hieß sie Kultur im Heim. Sie informierte über verschiedene Moglichkeiten der Wohnraumgestaltung, besonders über die jeweils neuesten Modelle der Möbelindustrie, sowie über weitere Themen.
Die Zeitschrift erschien etwa vierteljährlich und hatte etwa 50 Seiten, mit vielen farbigen Fotografien.
Die Nachfolgezeitschrift wurde Neues Wohnen seit 1991, die zuerst im Verlag Die Wirtschaft, später dann bei Gruner & Jahr in Hamburg bis 2004 erschien.
Im Heft 1/1976 gab es diese Artikel: Wohnraumgestaltung des Kulturhauses Jena-Lobeda; Wismar – Wohnen in der Altstadt; Neubau in Rostock; Stuhlmodelle; Einrichtung einer Zweiraum-Wohnung; Details im Wohnraum; Waschgeräte; sowie Werbung für Florena-Kosmetik.